# Список воевод России в 1613 году
Царствование: 1613—1645 — Михаил Фёдорович

## Воеводы городовые
| Года      | Город                   | Ф,И,О воеводы                          | Примечания |
| --------- | ----------------------- | -------------------------------------- | ---------- |
| 1610-1614 | Берёзов                 | Волынский Степан Иванович              |            |
| 1613-1614 | Белёв                   | Гагарин Семён Никитич                  |            |
| 1612-1613 | Белоозеро               | Образцов Григорий Фёдорович            |            |
| 1613      | Белоозеро               | Чепчюгов Степан Никифорович            |            |
| 1613-1615 | Белоозеро               | Чихачёв Пётр Иванович                  |            |
| 1613      | Вага                    | Татищев Григорий Игнатьевич            |            |
| 1606-1614 | Верхотурье              | Годунов Степан Степанович              |            |
| 1613      | Владимир                | Измайлов Тимофей Васильевич            | Стольник   |
| 1611-1614 | Вологда                 | Одоевский Иван Иванович                | Стольник   |
| 1613      | Волоколамск             | Чемесов Степан                         |            |
| 1613      | Галич Костромской       | Прончищев Осип Яковлевич               |            |
| 1613      | Двинская область        | Пушкин Никита Михайлович               |            |
| 1613-1616 | Двинская область        | Пронский Пётр Иванович                 | Стольник   |
| 1612-1613 | Кадом                   | Вельяминов Иван Петрович               |            |
| 1613-1615 | Казань                  | Воротынский Иван Михайлович            | Боярин     |
| 1613-1615 | Каргополь               | Дашков Иван Андреевич                  |            |
| 1613      | Кевроль и Мезень        | Спешнев Михаил Иванович                |            |
| 1613-1615 | Мангазея и Туруханск    | Новокщенов Иван Афанасьевич            |            |
| 1601-1614 | Нарымский острог        | Хлопов Мирон Тимофеевич                |            |
| 1613-1616 | Нижний Новгород         | Бахтеяров-Ростовский Владимир Иванович | Боярин     |
| 1610-1614 | Новгород Великий        | Одоевский Иван Никитич                 | Боярин     |
| 1613-1614 | Пелымский острог        | Яскин-Годунов Фёдор Алексеевич         |            |
| 1613      | Переяславль-Залесский   | Собакин Сергей Степанович              | Стольник   |
| 1613-1614 | Псков                   | Хованский Иван Фёдорович               |            |
| 1609-1614 | Сургут                  | Волынский Фёдор Васильевич             |            |
| 1613-1615 | Тара                    | Годунов Иван Михайлович                |            |
| 1613-1615 | Тобольск                | Буйносов-Ростовский Иван Петрович      | Кравчий    |
| 1602-1614 | Томск                   | Волынский Василий Васильевич           |            |
| 1603-1614 | Тюмень                  | Замыцкий Андрей Васильевич             |            |
| 1613-1614 | Углич                   | Погожево Фёдор Иванович                |            |
| 1613-1614 | Устюжна Железопрольская | Сицкий Андрей Васильевич               |            |
| 1613      | Юрьев Польский          | Лошаков Надежда                        | Сотник     |